# 天主教托雷翁教區
天主教托雷翁教區（拉丁語：Dioecesis Torreonensis），是墨西哥一個天主教教區，位於科阿韋拉州西南部。屬杜蘭戈總教區。
1957年6月19日升為教區。2010年有教友694,034人，佔總人口80.0%。有六十六個堂區、司鐸135人。現任教區主教為若瑟·瓜達盧佩·加爾萬·加林多。